# Valveless pulsejet

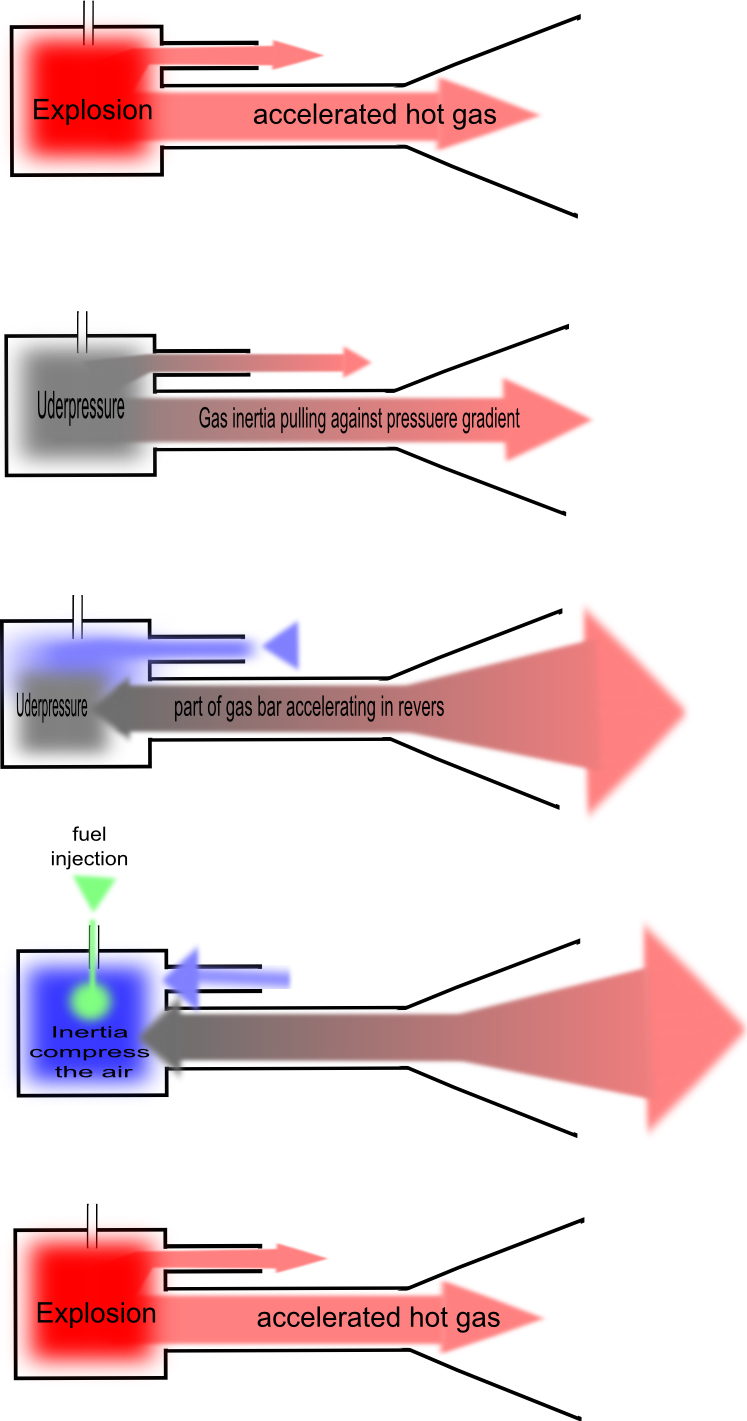
Schematische weergave van de werking van een valveless pulsejet

De valveless pulsejet (van het Engelse valveless "zonder kleppen" en pulsejet "pulserende straalmotor") is een type straalmotor dat relatief makkelijk gefabriceerd kan worden. 
Doordat er geen kleppensysteem in de motor zit, is dit type bovendien onderhoudsarm. Het principe is hetzelfde als dat van de pulserende straalmotor. Een ontbranding van de brandstof zorgt voor een explosie die warme gassen naar buiten stuwt. Doordat de in- en uitlaat naar achteren gericht zijn, ontstaat voortstuwing. Nadat al het gas naar buiten is gedreven, ontstaat een onderdruk in de motor. Dit zuigt nieuwe lucht en brandstof aan. 
Doordat ook een deel van de uitgestoten vlam weer naar binnen wordt gezogen, ontbrandt de brandstof opnieuw. Deze cyclus wordt ongeveer 40 tot 50 keer per seconde herhaald. Bovendien is dit proces zelfvoorzienend, aangezien de vlam telkens weer naar binnen wordt gezogen. Alleen bij het opstarten is een ontstekingsbron nodig.